# Pierluigi Magni
Pierluigi Magni (Bergamo, 1947. június 21. – Bergamo, 2007. május 23.) olasz nemzetközi labdarúgó-játékvezető. Polgári foglalkozása bankalkalmazott.

## Pályafutása

### Nemzeti játékvezetés
A küldési gyakorlat szerint rendszeres partbírói tevékenységet is végzett. 1979-ben lett a Serie A játékvezetője. Az aktív nemzeti játékvezetést 1991-ben fejezte be. Első ligás mérkőzéseinek száma: 107.

### =Nemzetközi játékvezetés
Az Olasz labdarúgó-szövetség Játékvezető Bizottsága (JB) terjesztette fel nemzetközi játékvezetőnek, a Nemzetközi Labdarúgó-szövetség (FIFA) 1988-tól tartotta nyilván bírói keretében. Paolo Bergamo helyét vette át a nemzetközi pozíciót. Több nemzetek közötti válogatott és klubmérkőzést vezetett, vagy működő társának partbíróként segített. Az aktív nemzetközi játékvezetéstől 1991-ben búcsúzott. Válogatott mérkőzéseinek száma: 3.

#### Labdarúgó-világbajnokság
A világbajnoki döntőkhöz vezető úton Olaszországba a XIV., az 1990-es labdarúgó-világbajnokságra a FIFA JB kifejezetten partbíróként alkalmazta. Egy csoportmérkőzésen egyes számú besorolást kapott, játékvezetői sérülés esetén továbbvezethette volna a találkozót. Partbírói mérkőzéseinek száma világbajnokságon: 1.

##### 1990-es labdarúgó-világbajnokság

###### Világbajnoki mérkőzés
| Időpont          | Helyszín              | Mérkőzés típusa              | Mérkőzés                | Játékvezető  | Eredmény | Nézők száma |
| ---------------- | --------------------- | ---------------------------- | ----------------------- | ------------ | -------- | ----------- |
| 1990. június 17. | Friuli Stadion, Udine | csoportmérkőzés (E. csoport) | Spanyolország–Dél-Korea | Elías Jácome | 3 : 1    | 32 733      |

#### Labdarúgó-Európa-bajnokság
Nyugat-Németországban rendezték a VIII., az 1988-as labdarúgó-Európa-bajnokság záró szakaszát, ahol Paolo Casarin második számú partbírójaként tevékenykedett.

##### 1988-as labdarúgó-Európa-bajnokság

###### Európa-bajnoki mérkőzés
| Időpont          | Helyszín                  | Mérkőzés típusa        | Mérkőzés         | Eredmény | Nézők száma |
| ---------------- | ------------------------- | ---------------------- | ---------------- | -------- | ----------- |
| 1988. június 15. | Rhein Stadion, Düsseldorf | selejtező (B. csoport) | Hollandia–Anglia | 3 : 1    | 63 940      |

---
A női európai labdarúgó torna döntőjéhez vezető úton Dánia rendezte az 1991-es női labdarúgó-Európa-bajnokságot, ahol az UEFA JB játékvezetőként foglalkoztatta.

##### 1991-es női labdarúgó-Európa-bajnokság

###### Selejtező mérkőzés
| Időpont           | Helyszín               | Mérkőzés típusa           | Mérkőzés                 | Eredmény | Nézők száma |
| ----------------- | ---------------------- | ------------------------- | ------------------------ | -------- | ----------- |
| 1990. október 14. | Városi Stadion, Sopron | előselejtező (4. csoport) | Magyarország–Németország | 0 – 4    | 1000        |